# 65 Dywizja Strzelecka (ZSRR)

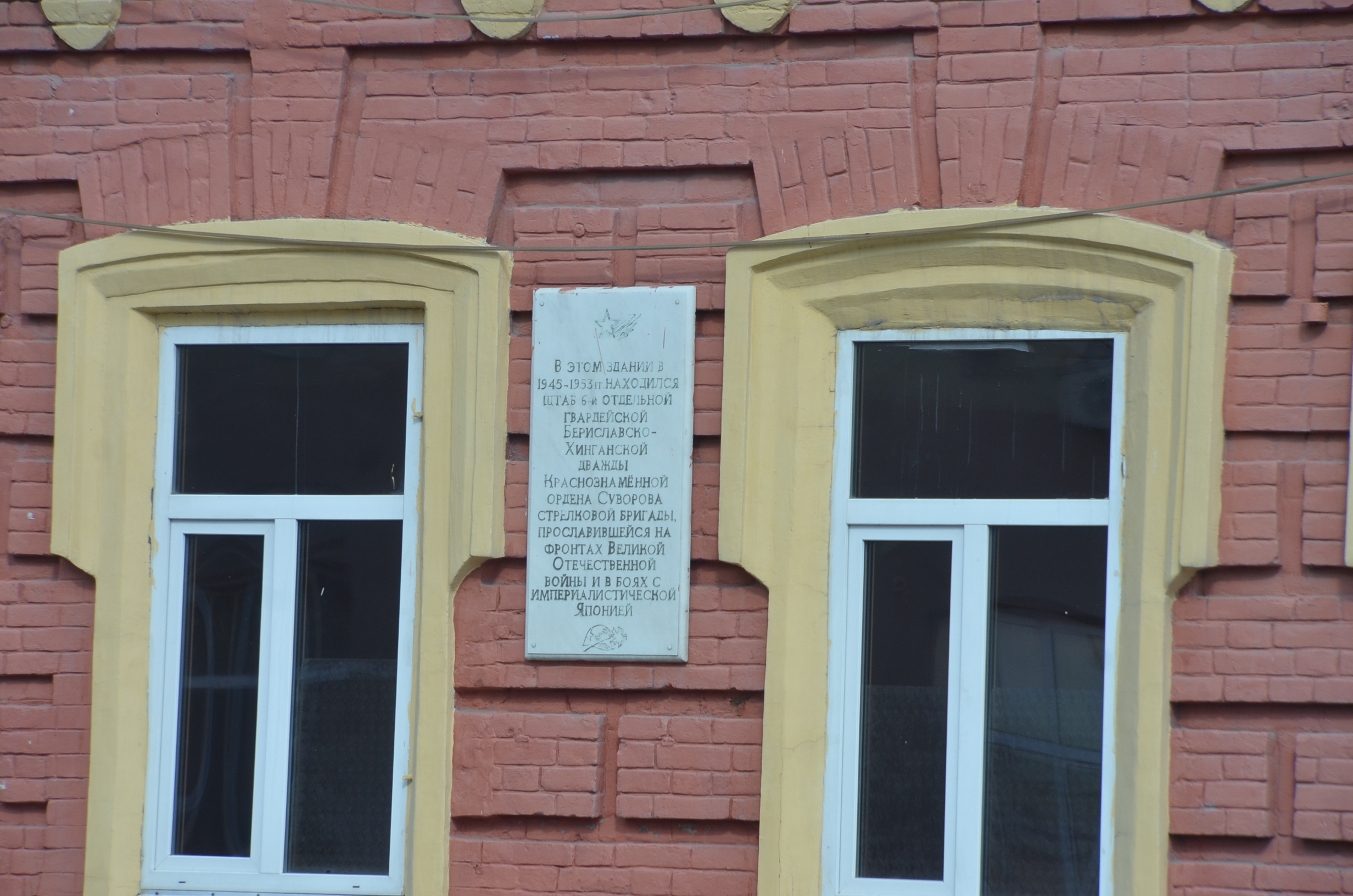
Pamiątkowa tablica w mieście Tiumeń (Rosja)

65 Dywizja Strzelecka (ros. 63-я стрелковая дивизия) – związek taktyczny piechoty Armii Czerwonej.
Sformowana 15 maja 1931 roku. Latem 1939 roku na jej bazie rozwinęły się 110 i 128 Dywizja Strzelecka Sama dywizja przeformowana została 7.12.1939 na 65 Zmotoryzowaną Dywizję Strzelecką. 26 kwietnia 1940 przeformowana powtórnie na strzelecką.
W czerwcu 1941 roku wchodziła w skład 12 Korpusu Strzeleckiego Okręgu Zabajkalskiego. 
29.12.1944 przeformowana na 102 Dywizję Strzelecką Gwardii.

## Struktura organizacyjna
- 38 Pułk Strzelecki
- 60 Pułk Strzelecki
- 311 Pułk Strzelecki
- 127 Pyłk Artylerii
- 172 Pułk Artylerii,
- batalion przeciwpancerny,
- batalion artylerii przeciwlotniczej,
- batalion zwiadu,
- batalion saperów
- batalion łączności
- batalion medyczno-sanitarny
- kompania przeciwchemiczna
- kompania transportowa
- piekarnia polowa
- warsztat rusznikarski
- lazaret weterynaryjny
- stacja poczty polowej
- polowa kasa Banku Państwowego